# 1871
- Wikisource

| Calendário gregoriano                                                        | 1871 MDCCCLXXI                       |
| Ab urbe condita                                                              | 2624                                 |
| Calendário arménio                                                           | 1320 – 1321                          |
| Calendário bahá'í                                                            | 27 – 28                              |
| Calendário budista                                                           | 2415                                 |
| Calendário chinês                                                            | 4567 – 4568 Início a 18 de fevereiro |
| Calendário copta                                                             | 1587 – 1588                          |
| Calendário etíope                                                            | 1863 – 1864                          |
| Calendários hindus - Vikram Samvat - Calendário nacional indiano - Cáli Iuga | 1926 – 1927 1792 – 1793 4971 – 4972  |
| Calendário Holoceno                                                          | 11871                                |
| Calendário islâmico                                                          | 1288 – 1289                          |
| Calendário judaico                                                           | 5631 – 5632                          |
| Calendário persa                                                             | 1249 – 1250 Início a 21 de março     |
| Calendário rúnico                                                            | 2121                                 |
| Calendário solar tailandês                                                   | 2414                                 |

1871 (MDCCCLXXI, na numeração romana) foi um ano comum do século XIX do actual Calendário Gregoriano, da Era de Cristo, e a sua letra dominical foi A (52 semanas), teve início a um domingo e terminou também a um domingo.
| Ano completo                    |
| ------------------------------- |
| Ano comum com início ao domingo |

## Eventos

### Janeiro
- 18 de janeiro – Com a França de facto vencida na Guerra Franco-Prussiana, a confederação da Alemanha do Norte se unifica com a Baviera, formalizando a unificação alemã com a formação do Império Alemão, sob o poder do Rei Prússiano Guilherme I, agora com o título de Kaiser.

- 26 de janeiro – Fundação da Rugby Football Union, primeira entidade reguladora do rugby no mundo.

### Fevereiro
- 15 de fevereiro – Publicada a primeira edição do jornal açoriano O Jorgense.
- 21 de fevereiro – Um Ato do Congresso incorpora em Washington, D.C., as cidades de Washington e de Georgetown e o Condado de Washington, criando um único território federal.

### Março
- 18 de março – Em Paris, é instaurada a primeira experiência de um governo operário socialista com a Comuna de Paris, uma tentativa popular de impedir a derrota francesa na Guerra Franco-prussiana, que viria ser violentamente combatida e duraria apenas 40 dias.
- 25 de março – Fundação, em Belém, da Biblioteca e Arquivo Público do Pará.

### Maio
- 10 de maio – Firmado o Tratado de Frankfurt entre a França e a Alemanha, na cidade de Frankfurt, ao término da guerra Franco-prussiana, travada entre estes dois países entre 1870 e 1871.

### Julho
- 1 de julho – A capital do Reino da Itália é transferida de Florença a Roma.
- 20 de julho – A Columbia, até então um território Britânico, junta-se à confederação do Canadá.

### Setembro
- 28 de setembro – promulgada a Lei do Ventre Livre que dá liberdade aos filhos de escravos nascidos no Brasil.

### Outubro
- 8–10 de outubro – Ocorre o Grande Incêndio de Chicago que matou cerca de 300 pessoas e deixou 100 mil desabrigadas. Gerou um prejuízo estimado em 200 milhões de dólares.

### Novembro
- 13 de novembro – Naufraga, na praia formosa em Santa Maria a somente 50 metros da costa, o vapor espanhol "Canárias", sofre um incêndio e volta-se sobre si próprio.

## Nascimentos
- Ahmed al-Raisuli - senhor feudal, político e bandido marroquino (m. 1952).
- 15 de janeiro - Louis Riboulet, pedagogo e filósofo francês.
- 4 de fevereiro - Friedrich Ebert, foi um político alemão e presidente da Alemanha de 1919 a 1925 (m. 1925).[1]
- 5 de Março - Rosa Luxemburgo, filósofa marxista e economista polaco-alemã (m. 1919).
- 15 de Abril - Jorge Meléndez, presidente de El Salvador de 1919 a 1923 (m. 1953)
- 11 de maio - Emiliano Chamorro Vargas, presidente da Nicarágua de 1917 a 1921 e em 1926 (m. 1966).
- 16 de julho - Alfredo de Mesquita, jornalista, escritor, olisipógrafo e diplomata português (m. 1931).
- 27 de Julho - Ernst Zermelo, matemático e filósofo alemão.
- 19 de Agosto - Orville Wright, pioneiro da aeronáutica.
- 29 de Agosto - Albert Lebrun, presidente da França de 1932 a 1940 (m. 1950).
- 30 de Agosto - Ernest Rutherford, físico inglês.
- 23 de Setembro - František Kupka, pintor checo.
- 28 de Setembro - Gerardo Machado, presidente de Cuba de 1925 a 1933 (m. 1939).
- 4 de dezembro - Elspeth Dudgeon, atriz escocesa (m. 1955).

## Mortes
- 3 de Janeiro - Ciríaco Elias Chavara, religioso carmelita indiano (n.1805)
- 7 de Fevereiro - Leopoldina de Bragança e Bourbon, Princesa Imperial do Brasil. (n.1847).
- 20 de Fevereiro - Paul Kane, pintor irlando-canadense (n. 1810).
- 18 de Março - Augustus de Morgan, matemático indiano (n. 1806).
- 28 de Maio - Felice Chiò, matemático italiano (n. 1813).
- 18 de Outubro - Charles Babbage, matemático britânico (n. 1791).

## Por tema
- 1871 no Brasil
- 1871 na ciência
- 1871 no desporto
- 1871 na literatura
- 1871 na música

- 1871 no Brasil
- 1871 na ciência
- 1871 no desporto
- 1871 na literatura
- 1871 na música

- 1871 no Brasil
- 1871 na ciência
- 1871 no desporto
- 1871 na literatura
- 1871 na música